# Феррейра, Франсишку
Франсишку «Шику» Феррейра (порт. Francisco "Xico" Ferreira ; 23 августа 1919, Гимарайнш — 14 февраля 1986,Лиссабон) — португальский футболист, играл на позиции полузащитника. Прежде всего известен выступлениями за клуб «Бенфика», а также национальную сборную Португалии. Пятикратный чемпион Португалии, шестикратный обладатель Кубка Португалии.

## Карьера
Во взрослом футболе дебютировал в составе команды «Порту» в 1937 году, провел в составе клуба два сезона забил 13 голов, став чемпионом Португалии сезона 1938-39 годов. В 1938 году перешёл в состав «Бенфики» в которой отыграл следующие 14 лет. Всего за «Бенфику» провел за 522 матча, забил 60 голов, в том числе в чемпионате Португалии — 265 матчей, 14 голов, в Кубке Португалии — 77 матчей, 12 голов, в чемпионатах Лиссабона — 62 матча, 9 голов. 293 раза выходил на поле с капитанской повязкой. Вместе с «Бенфикой» четыре раза становился чемпионом Португалии — 1942,1943, 1945, 1950 годы, шесть раз становился обладателем Кубка Португалии — 1940, 1943, 1944, 1949, 1951, 1952 годы. Победитель Латинского кубка 1950.
За национальную сборную страны провел 25 матче, в 12 из которых выходил на поле с капитанской повязкой.
Благодаря своему характеру стал легендой клуба. В середине 1940-х годов отказал мадридскому «Реалу» в переходе, оставаясь верным своему клубу.
3 мая 1949 после товарищеской встречи «Бенфики» с «Торино», президент итальянского клуба пригласил его в свою команду. Феррейра дал согласие и даже получил задаток. Итальянцы уговаривали португальца лететь в Турин вместе с командой (посмотреть город, подобрать жилье), но из-за проблем с загранпаспортом португалец отказался. Возвращаясь в Италию, самолет потерпел крушение, все находившиеся на борту пассажиры, включая полный состав и тренерский штаб клуба погибли.

## Достижения
- Чемпионат Португалии: 1937, 1942, 1943, 1945, 1950
- Обладатель Кубка Португалии: 1940, 1943, 1944, 1949, 1951, 1952